# Unforgiven (2005)
Unforgiven (2005) — pay-per-view шоу федерации рестлинга World Wrestling Entertainment (WWE), ставшее восьмым ежегодным шоу в линейке Unforgiven. Прошло 18 сентября 2005 года на «Чизпик Энерджи-арене» (Оклахома-Сити, Оклахома, США). Шоу представлял бренд Raw. Во время шоу прошло 9 поединков.
На шоу было разыграно 3 чемпионских титула из которых два поменяли своего владельца, а один был успешно защищен. Главным событием шоу стал поединок в котором Джон Сина проиграл по дисквалификации Курту Энглу, но при этом защитил свой титул.
Шоу посмотрело по платным кабельным каналам 243 000 человек.

## Результаты
| №                                                 | Результат                                                                      | Условия                                                    | Время |
| ------------------------------------------------- | ------------------------------------------------------------------------------ | ---------------------------------------------------------- | ----- |
| 0 !                                               | Роб Конвэй победил Таджири                                                     | Одиночный поединок                                         | N/A   |
| 1                                                 | Рик Флэр победил Карлито (c)                                                   | Одиночный поединок за титул Интерконтинентального чемпиона | 11:46 |
| 2                                                 | Триш Стратус и Эшли Массаро победили Викторию и Торри Уилсон (с Кэндис Мишель) | Командный поединок                                         | 07:05 |
| 3                                                 | Биг Шоу победил Снитски                                                        | Одиночный поединок                                         | 06:11 |
| 4                                                 | Шелтон Бенджамин победил Кервина Уайта                                         | Поединок один на один                                      | 08:06 |
| 5                                                 | Мэтт Харди победил Эджа (с Литой)                                              | Поединок в стальной клетке                                 | 21:33 |
| 6                                                 | Лэнс Кейд и Тревор Мёрдок победили Рози и Грегори Хелмса (c)                   | Командный поединок за титул командных чемпионов мира       | 07:40 |
| 7                                                 | Шон Майклз победил Криса Мастерса                                              | Поединок один на один                                      | 16:44 |
| 8                                                 | Курт Энгл победил Джона Сину (c) по дисквалификации                            | Поединок за титул чемпиона WWE                             | 17:15 |
| (c) refers to the champion heading into the match |                                                                                |                                                            |       |